# Нарат-Елга (Татарстан)
Нара́т-Елга́ (тат. Нарат-Елга) — село в Чистопольском районе Татарстана. Административный центр Нарат-Елгинского сельского поселения.

## География
Находится в центральной части Татарстана на расстоянии приблизительно 10 км по прямой на юго-юго-запад от районного центра города Чистополь.

## История
Известно с 1710 года. 
По сведениям переписи 1897 года, в деревне Нарат-Илга Чистопольского уезда Казанской губернии жили 662 человека (306 мужчин и 356 женщин), все мусульмане.
В начале XX века действовала мечеть.

## Население
| 1859 | 1897 | 1908  | 1920 | 1926 | 1938 | 1949 |
| ---- | ---- | ----- | ---- | ---- | ---- | ---- |
| 657  | ↗942 | ↗1044 | ↘993 | ↘787 | ↗800 | ↗967 |
| 1958 | 1970 | 1979  | 1989 | 2002 |      |      |
| ↘449 | ↘385 | ↘297  | ↘260 | ↗318 |      |      |

Национальный состав
Согласно результатам переписи 2002 года, в национальной структуре населения села татары составляли 95% из 318 человек.